# Beatrice May Baker

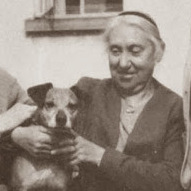
Beatrice May Baker und ihr Hund Major, ca. 1940

Beatrice May Baker (* 4. Mai 1876 in Hereford, Herefordshire; † 28. September 1973 in Nailsea, North Somerset) war eine englisch-britische Schuldirektorin und Internationalistin, die die Badminton School in Bristol zu einer reformpädagogischen Schule entwickelte.

## Leben
Baker war die dritte Tochter und das jüngste von vier Kindern von Edward Joseph Baker (1837–1924), einem Herrenschneider in Hereford, und seiner Frau Catherine, geborene Pugh (1837–1909). Das Geschäft der Familie, die in der High Street in Hereford ansässig war, war erfolgreich genug, um eine Angestellte zu unterhalten und allen vier Kindern den Besuch der Hereford High School zu ermöglichen. Im Jahr 1896 erhielt Baker ein Stipendium von 30 Pfund für drei Jahre, um am Royal Holloway College ein Kunststudium zu absolvieren. Vielleicht aus finanziellen Gründen blieb sie nur ein Jahr am College, erwarb aber einen Bachelor-Abschluss der University of London und war während ihres gesamten Berufslebens sehr stolz auf ihre Universitätsausbildung.
Baker unterrichtete einige Zeit in London, bevor sie 1902 an die Cardiff Intermediary School for Girls kam. Die Schule entwickelte neue Ideen, und die Schulleiterin Mary Collin und ihre Stellvertreterin Marion Layton hatten wie Baker einen Universitätsabschluss. Baker sollte später Collins Stil folgen, der zwar streng, aber offen für neue Ideen war. An dieser Schule lernte Baker ihre Lebensgefährtin und spätere Stellvertreterin, die Gymnastik- und Spiellehrerin Lucy Julia Rendall (1881–1966) kennen.
Im Stadtteil Clifton in Bristol gab es mindestens seit 1898 Miss Bartlett’s School for Young Ladies mit Sitz in Badminton House. 1911 wurde Baker zur Probe aufgenommen, und schon bald übernahm sie die Leitung der Schule. Sie und Rendall bauten die Schule um. Am Ende des Ersten Weltkriegs hatten fünf von acht Lehrkräften der Schule einen Universitätsabschluss in Oxford.
Im Jahr 1924 zog die Schule an ihren heutigen Standort im Stadtteil Westbury-on-Trym um. Baker, in der Schule „BMB“ genannt, prägte das Ethos der Badminton School entscheidend mit und übte starken persönlichen Einfluss auf einzelne Schülerinnen aus. Als Pionierin in vielen pädagogischen Bereichen etablierte sie Badminton School als viel bewunderte Reform-Schule. 1931 wurde die Schule eine öffentliche Schule und im Gegensatz zu den verbreiteten nationalistischen Tendenzen anderer Schulen verschrieb sich die Schule dem Internationalismus. Bakers Schülerinnen bekamen Auszüge aus dem Vertrag des Völkerbundes und es fand eine jährliche Exkursion zum Hauptsitz des Völkerbundes in Genf statt.
Baker ermutigte ihre Schülerinnen zu freier Meinungsäußerung und förderte Lernen durch kritisches Hinterfragen. Die von ihr vermittelten Ansichten und Aktionen waren durchaus radikal. Im Lehrplan wurden nationalistische Helden durch pazifistische Vorbilder ersetzt. Die britische Geschichte wurde als „eine dunkle Legende von Bauern, die von Baronen massakriert wurden, von den Ungerechtigkeiten des Sklavenhandels und von einem bösen Außenministerium, das Opium in den fünf Häfen wieder einführen wollte“ dargestellt. Aktivismus und politischer Protest wurden als legitime, ja notwendige Formen der Auseinandersetzung mit der Gesellschaft und dem Staat dargestellt und die Schülerinnen unternahmen Demonstrationen in den Vororten von Bristol. In der Schulkapelle hing anstelle des Kruzifixes Van Goghs Gemälde „Die Ebene La Crau“ hinter dem Altar, und Schriftlesungen fanden auch aus Werken von Platon, Marx, Emerson, Carlyle oder Thoreau statt. Eine Absage an internationale und soziale Spaltungen wurden als Christenpflicht präsentiert. Wie die Schriftstellerin Iris Murdoch, die Schülerin in Badminton School war, trocken bemerkte, musste sich „Jesus oft die Bühne mit Lenin teilen“.
Baker starb im Alter vo 97 Jahren im Ruhestand in Nailsea.
Ende der 1960er Jahre sollen die progressiven Aspekte der Badminton School verschwunden sein, 1971 war sie zu einer unabhängigen akademischen Standardschule geworden.